# Rink-Hockey Club Lyon
El Rink Hockey Club de Lyon, o RHC Lyon, és una entitat esportiva de Lió (França), fundada el 1983 i dedicada a la pràctica de l'hoquei patins.

## Palmarès

### Categoria absoluta
- 1 Lliga Nacional 2 (1992)
- 1 Lliga Nacional 3 (1991)